# Арпонвил
Арпонвил (фр. Harponville) је насељено место у Француској у региону Пикардија, у департману Сома.
По подацима из 2011. године у општини је живело 173 становника, а густина насељености је износила 62,91 становника/km².

## Демографија
| 1962. | 1968. | 1975. | 1982. | 1990. | 2011. |
| ----- | ----- | ----- | ----- | ----- | ----- |
| 143   | 160   | 151   | 150   | 130   | 173   |